# Programme 13 000
Ne doit pas être confondu avec le programme 13 200.
Le programme 13 000 (initialement « programme 15 000 », également programme Chalandon) est un programme de construction d'établissements pénitentiaires en France de la fin des années 1980.

## Description
Le programme 13 000 est un programme de construction d'établissements pénitentiaires neufs, initié  en France par la loi no 87-432 du 22 juin 1987 relative au service public pénitentiaire, prise par le gouvernement Chirac-2 sous la présidence de François Mitterrand. Ce programme Chalandon, du nom du garde des Sceaux de l'époque Albin Chalandon, doit répondre au manque de places de détention à cette époque. Au 1er aout 1987, l'Administration pénitentiaire a 32 500 places pour 49 513 détenus soit un taux de surpopulation carcérale de 152%.
Si le programme approuvé par le Gouvernement fixe d'abord à 15 000 le nombre de places, la réalité budgétaire le réduira par la suite à 13 000. Le programme se traduit par la construction de 25 établissements neufs, qui ouvrent entre le 2 mai 1990 et le 16 octobre 1992.
Insuffisant pour résorber le manque de places, il est suivi en 1996 par le programme 4 000, puis en 2002 par le programme 13 200.

### Leprogramme 15 000
Le 10 aout 1987, le Ministère de la Justice rend publique la liste des sites retenus. Le programme 15 000 devait comprendre six maisons d'arrêt de 600 places, onze centres de détention de 600 places et douze centres de détention de 400 places.
Les sites retenus sont, pour les maisons d'arrêt, Luynes (Bouches-du-Rhône) avec la fermeture de la prison d'Aix-en-Provence, Nanterre (Hauts-de-Seine), Osny (Val-d'Oise) avec fermeture de la prison de Pontoise, Villefranche-sur-Saône (Rhône) avec fermeture de la prison de Trévoux, Villeneuve-lès-Maguelone (Hérault) avec la fermeture de la prison de Montpellier et Villepinte (Seine-Saint-Denis).
Pour les centres de détention de 600 places, les communes d'Argentan (Orne) avec la fermeure de la prison de Lisieux, Bapaume (Pas-de-Calais), Châteaudun et Courville-sur-Eure (Eure-et-Loir), Grasse (Alpes-Maritimes), Précy-le-Sec (Yonne), Saint-Omer (Pas-de-Calais), Salon-de-Provence et Tarascon (Bouches-du-Rhône), Uzerche (Corrèze) et Villenauxe-la-Grande (Aube) ont été retenues.
Pour les centres de détention de 400 places, les communes d'Aiton (Savoie) avec la fermeture de la prison d'Annecy, Arles (Bouches-du-Rhône), Boulay-Moselle (Moselle), Châteauroux (Indre) avec la fermeture de la maison d'arrêt, Crissey (Saône-et-Loire) avec la fermeture de la prison de Chalon-sur-Saône, Laon (Aisne) avec la fermeture de la prison de Saint-Quentin, Maubeuge (Nord) avec la fermeture de la prison d'Avesnes-sur-Helpe, Neuvic (Dordogne), Prat-Bonrepaux (Ariège), Saint-Mihiel (Meuse), Tarare (Rhône) et Vienne-le-Château (Marne) ont été retenues.

## Liste des établissements duprogramme 13 000
Le programme 13 000 compte 25 établissements. La construction s’est échelonnée entre 1990 et 1992 et quatre des 25 établissements construits ont été repris en gestion publique afin d’établir une comparaison entre les deux types de gestion, mixte et publique.
- Centre de détention de Bapaume
- Centre pénitentiaire de Longuenesse
- Centre pénitentiaire de Maubeuge (Nord)
- Maison d'arrêt du Val d'Oise
- Maison d'arrêt de Villepinte
- Centre pénitentiaire de Laon
- Centre pénitentiaire d'Aix-Luynes (Bouches-du-Rhône)
- Maison d'arrêt de Grasse
- Maison d'arrêt de Villeneuve-lès-Maguelone (Hérault)
- Centre de détention de Salon-de-Provence (Bouches-du-Rhône)
- Centre de détention de Tarascon (Bouches-du-Rhône)
- Maison centrale d'Arles
- Centre de détention d'Argentan
- Centre de détention de Châteaudun
- Maison d'arrêt de Nanterre-Hauts-de-Seine
- Centre de détention de Neuvic
- Centre de détention d'Uzerche
- Centre pénitentiaire de Châteauroux
- Centre pénitentiaire d'Aiton (Savoie)
- Centre de détention de Joux-la-Ville
- Centre pénitentiaire de Varennes-le-Grand
- Centre pénitentiaire de Villefranche-sur-Saône (Rhône)
- Centre de détention de Villenauxe-la-Grande (Aube)
- Centre de détention de Saint-Mihiel (Meuse)
- Centre pénitentiaire de Saint-Quentin-Fallavier (Isère)